# Kurt Pawlik
Kurt Pawlik (* 16. März 1934 in Wien; † 14. August 2022 in Hamburg) war ein österreichischer Psychologe und Hochschullehrer an der Universität Hamburg.

## Leben
Kurt Pawlik studierte an der Universität Wien Psychologie, Philosophie, Anthropologie (Humanbiologie), Physiologie, Psychiatrie sowie Völkerkunde und schloss dort unter Hubert Rohracher 1959 als Dr. phil. (Psychologie, Anthropologie und Philosophie) mit Experimenten über Doppellaufgabenleistung ab. In den Jahren 1960 bis 1962 arbeitete er als wissenschaftlicher Mitarbeiter an der University of Illinois am Laboratory of Personality Assessment and Group Behavior bei Raymond B. Cattell, danach von 1962 bis 1966 wieder an der Universität Wien. Dort habilitierte er im Jahr 1965 im Fach Psychologie und wirkte danach auch als Hochschullehrer an der Universität Graz. Im Jahr 1965/66 ging er als Nachfolger von Gustav Lienert an die Universität Hamburg, wo er als Professor auf den Ordentlichen Lehrstuhl für Psychologie II berufen wurde. Hier verblieb er trotz ehrenhafter Rufe an die Universität Wien oder die Australian National University bis zu seiner Emeritierung im Jahr 2002.

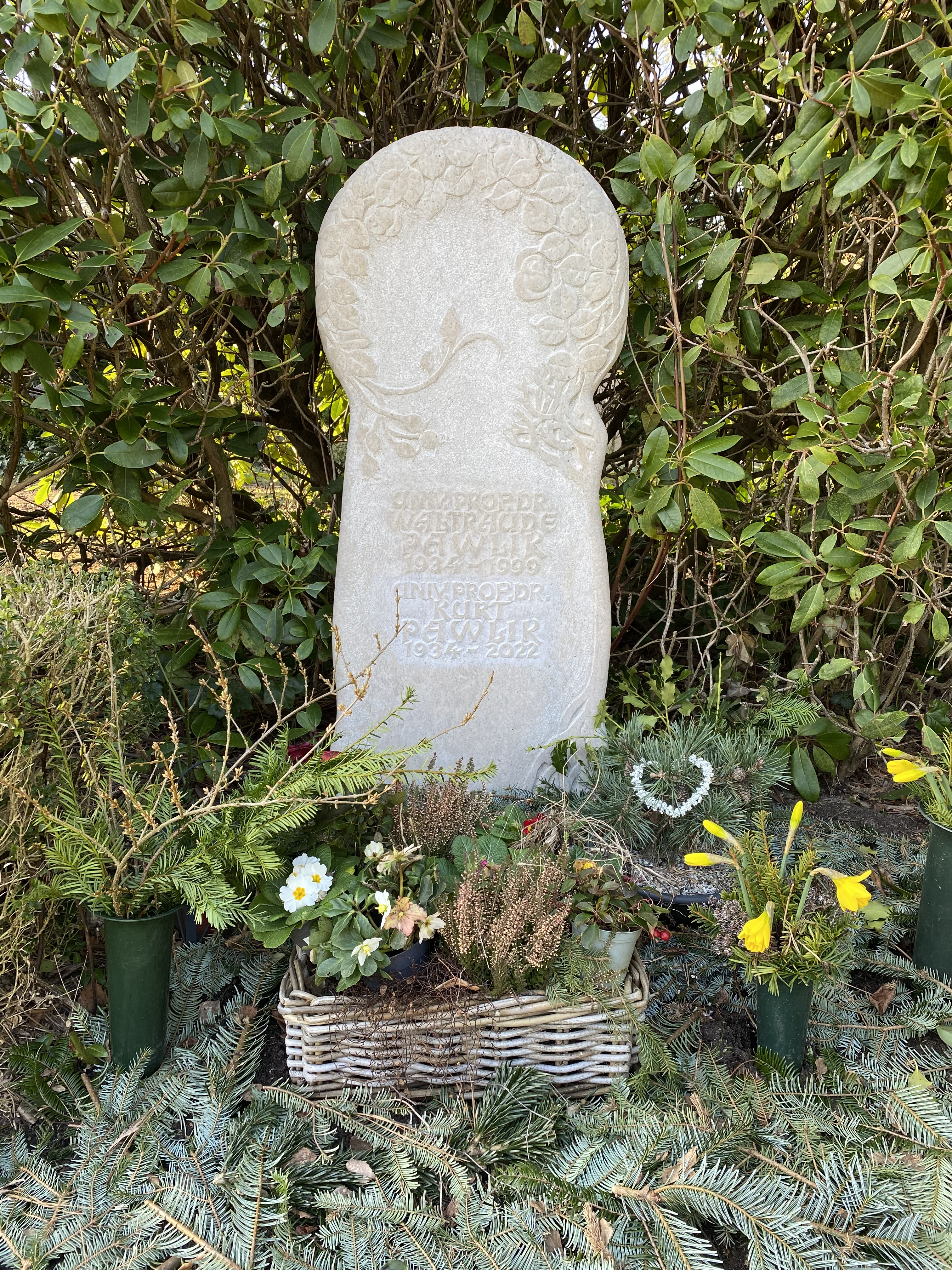
Grabstätte auf dem Friedhof Bergstedt

Pawlik war von 1969 bis 1974 Präsident des Criminological Scientific Council beim Europarat, 1972 bis 1974 Präsident und Vizepräsident der Deutschen Gesellschaft für Psychologie, 1976 bis 1983 Mitglied des Fachgutachterausschusses Psychologie bei der Deutschen Forschungsgemeinschaft, in den Jahren 1986 bis 1990 Mitglied im Exekutivkomitee des International Social Science Council in Paris, von 1996 bis 1998 zudem dort Vizepräsident und 1998 bis 2002 schließlich Präsident. Von 2000 bis 2007 war Pawlik Präsident der Joachim-Jungius-Gesellschaft der Wissenschaften und 2005 Gründungsmitglied der Akademie der Wissenschaften in Hamburg. Ab 1990 war er Mitglied der Academia Europaea.
In den Jahren 1988 bis 1992 wirkte Kurt Pawlik als Generalsekretär der International Union of Psychological Science und wurde 1992 bis 1996 auch deren Präsident sowie bis 2000 der Past President. Er war dort Ehrenmitglied des Exekutivkomitees auf Lebenszeit. Ihm gelang es, die „Rückkehr der westdeutschen Psychologie auf die internationale Bühne“ mit zu organisieren und vorhandene Konflikte abzubauen und mit der besseren Vertretung der DDR-Psychologie auf internationaler Ebene durch Friedhart Klix umzugehen. Er hat auch maßgeblich zum Aufbau bzw. Wiederaufbau der Psychologie in China sowie in vielen Ländern Osteuropas und Afrikas beigetragen.
Kurt Pawlik starb am 14. August 2022 im Alter von 88 Jahren. Er wurde auf dem Hamburger Friedhof Bergstedt beigesetzt.

## Werk
Mit seiner Monografie „Dimensionen des Verhaltens“ bot er eine umfassende Einführung in die Methodik der multivariaten Datenanalyse und eine erschöpfende Darstellung der Befunde zur Beschreibung individueller Unterschiede; zudem bot das Buch eine Einführung in eine Vielzahl von diagnostischen Verfahren zur Persönlichkeits- und Intelligenzmessung, darunter auch Methoden der probabilistischen Skalierung und der Erfassung von Erlebens- und Verhaltensunterschieden mit objektiven und physiologischen Messverfahren. In Hamburg etablierte er ein Tierlabor zur Erforschung der biologischen Korrelate des Lernens und des Gedächtnisses sowie ein EEG-Labor zur Erforschung der hirnelektrischen Korrelate von Wahrnehmungsprozessen und Persönlichkeitsunterschieden.

## Ehrungen und Auszeichnungen
- Österreichisches Ehrenzeichen und Österreichisches Ehrenkreuz für Wissenschaft und Kunst (1. Klasse) (1994)
- Verfassungs-Portugaleser Verdienstmedaille durch den Senat der Freien und Hansestadt Hamburg (2002)
- Ehrenmitglied der Deutschen Gesellschaft für Psychologie (2002)
- Fellow der Chinese Psychological Society (2004)
- Ehrenmitglied der Akademie der Wissenschaften in Hamburg (2006)
- Outstanding Psychologist Award for Distinguished Contributions to Global Psychology der American Psychological Association (2012)

## Publikationen (Auswahl)
Monografien
- Handbuch Psychologie: Wissenschaft – Anwendung – Berufsfelder, Springer, Heidelberg 2006, ISBN 978-3-540-22178-4
- Theorien und Anwendungsfelder der differentiellen Psychologie, Hogrefe, Verl. für Psychologie 2004, ISBN 3-8017-0534-X
- Grundlagen und Methoden der differentiellen Psychologie, Hogrefe, Verl. für Psychologie 1996, ISBN 3-8017-0533-1
- Dimensionen des Verhaltens: Eine Einf. in Methodik u. Ergebnisse faktorenanalyt. psycholog. Forschung, Huber 1968

Herausgeberwerke
- Kurt Pawlik (Herausgeber) und  Dorothea Frede (Herausgeber): Forschungsfreiheit und ihre ethischen Grenzen: Referate, gehalten auf der Tagung der Joachim-Jungius-Gesellschaft der Wissenschaften Hamburg am 19. und 20. Oktober 2001, ISBN 3-525-86315-2
- Kurt Pawlik und Kurt H. Stapf (Herausgeber): Umwelt und Verhalten : Perspektiven und Ergebnisse ökopsychologischer Forschung, Huber 1992, ISBN 3-456-82293-6
- Kurt Pawlik (Herausgeber): Diagnose der Diagnostik : Beitr. zur Diskussion d. psycholog. Diagnostik in d. Verhaltensmodifikation, ISBN 3-12-926560-0
- Kurt Pawlik (Herausgeber): Fortschritte der Experimentalpsychologie / Hamburger Mittagsvorlesungen 1983, Springer 1984, ISBN 3-540-13252-X